# Limán del Mius

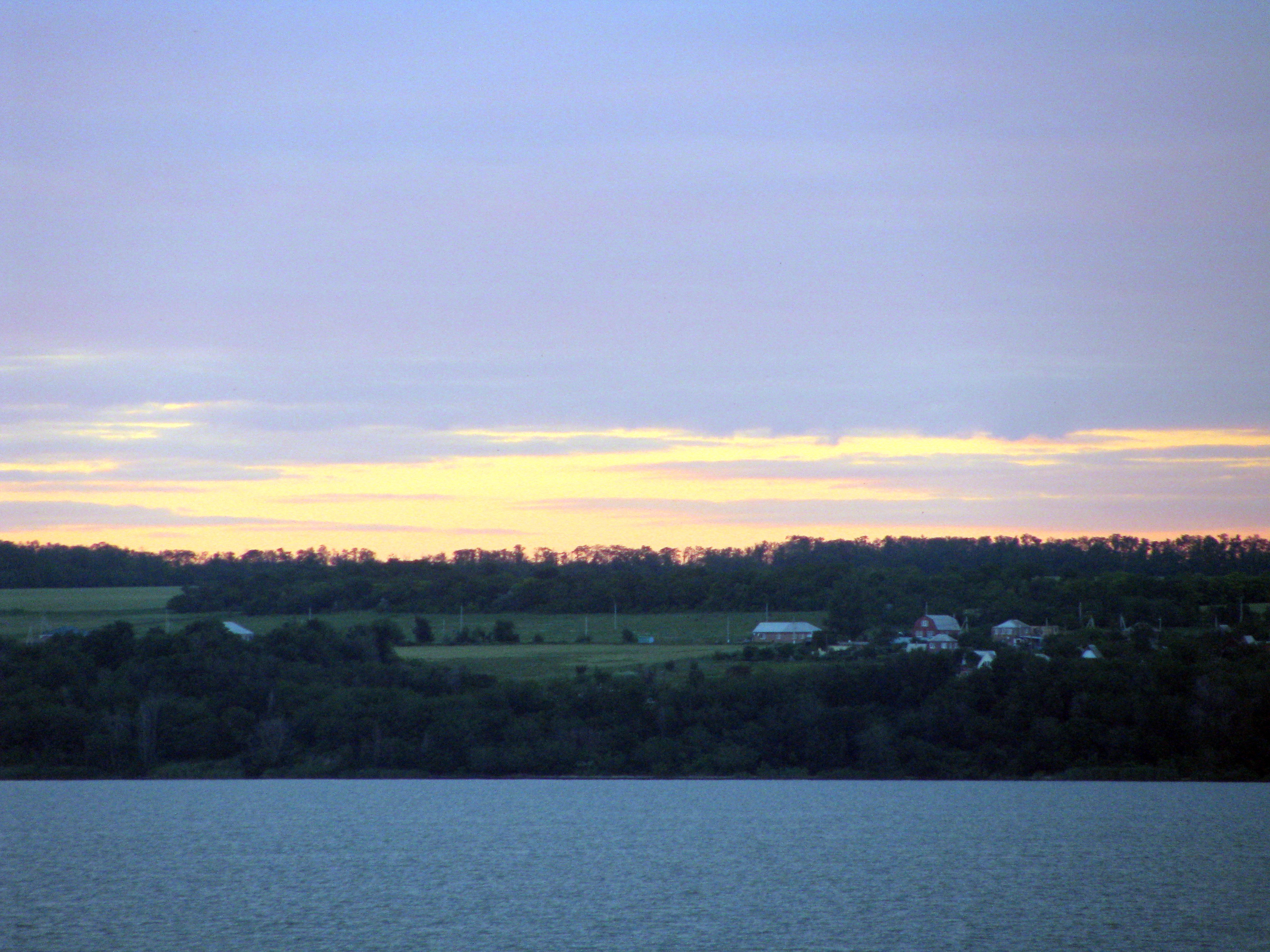
Vista del limán en Zolotariovo.

El limán del Mius (del ruso: Миусский лиман) es un limán o estuario situado en la desembocadura del río Mius en el golfo de Taganrog del mar de Azov. 

## Características
La longitud del limán alcanza los 33 km y su anchura media es de 2 km, aunque en ciertos puntos se reduce a 200 m y en otros llega a 3 km. Su profundidad media es de 0.96 m y cubre una superficie de 59 km². Las fluctuaciones del nivel del agua en la marisma son insignificantes (60-70 cm) y sus condiciones climáticas similares a las del golfo de Taganrog.
A sus orillas encontramos Zolotariovo, Gáyevka, la zona noroccidental de la ciudad de Taganrog, Lótoshniki, Borkin, Daragánovka, Guerásimovka, Gruzinovka, Murálovka, Nósovo, Nikólskoye, Sofíyevka, Sedyj, Dálnaya Gayevka, Kalínovka, Ivánovka, Malofiódorovka, Aleksándrovo-Márkovo, Nikoláyevo-Otrádnoye, Lakedemónovka, Lomakin, Beglitsa y Natálievka.